# Antsohihy
Antsohihy   este un oraș  în  partea de nord a Madagascarului. Este reședința regiunii Sofia.